# Morganucodonta
A ordem Morganucodonta inclui a família Morganucodontidae e em algumas classificações a família Megazostrodontidae.

## Classificação
- Ordem Morganucodonta Kermack, Mussett e Rigney, 1973
  - Gênero Hallautheirum Clemens, 1980 (incertae sedis)
  - Família Morganucodontidae Kühne, 1958
    - Gênero Gondwanadon Datta e Das, 1996
    - Gênero Indotherium Yadagari, 1984
    - Gênero Morganucodon Kühne, 1949
    - Gênero Helvetiodon Clemens, 1980
    - Gênero Erythrotherium Crompton, 1964
    - Gênero Brachyzostrodon[1] Sigogneau-Russell, 1983
    - Gênero Eozostrodon Parrington, 1941